# Fortunato Tamburini
Fortunato Tamburini, född 2 februari 1683 i Modena, Hertigdömet Modena och Reggio, död 9 augusti 1761 i Rom, Kyrkostaten, var en italiensk kardinal. Han var prefekt för Ritkongregationen från 1747 till 1761 samt tjänade som camerlengo från 1755 till 1756.

## Biografi
Fortunato Tamburini var son till Simone Tamburini och Vinceza di Vigaranis. 
I september 1743 upphöjde påve Benedikt XIV Tamburini till kardinalpräst med San Matteo in Merulana som titelkyrka. Han deltog i konklaven 1758, vilken valde Clemens XIII till ny påve. Kardinal Tamburini skänkte sina inkomster från klostret Santa Maria della Pomposa till de fattiga och till sjukhuset i Modena.
Kardinal Tamburini avled i Rom år 1761 och är begravd i kyrkan San Callisto.

## Bilder

Kardinal Fortunato Tamburinis titelkyrkor
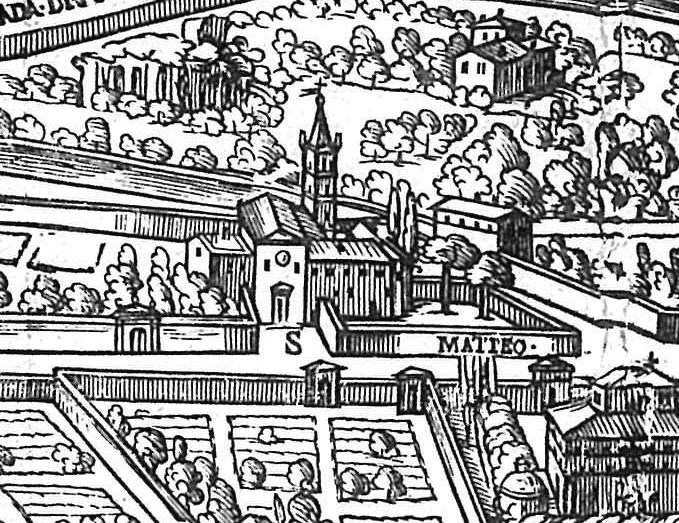
San Matteo in Merulana.
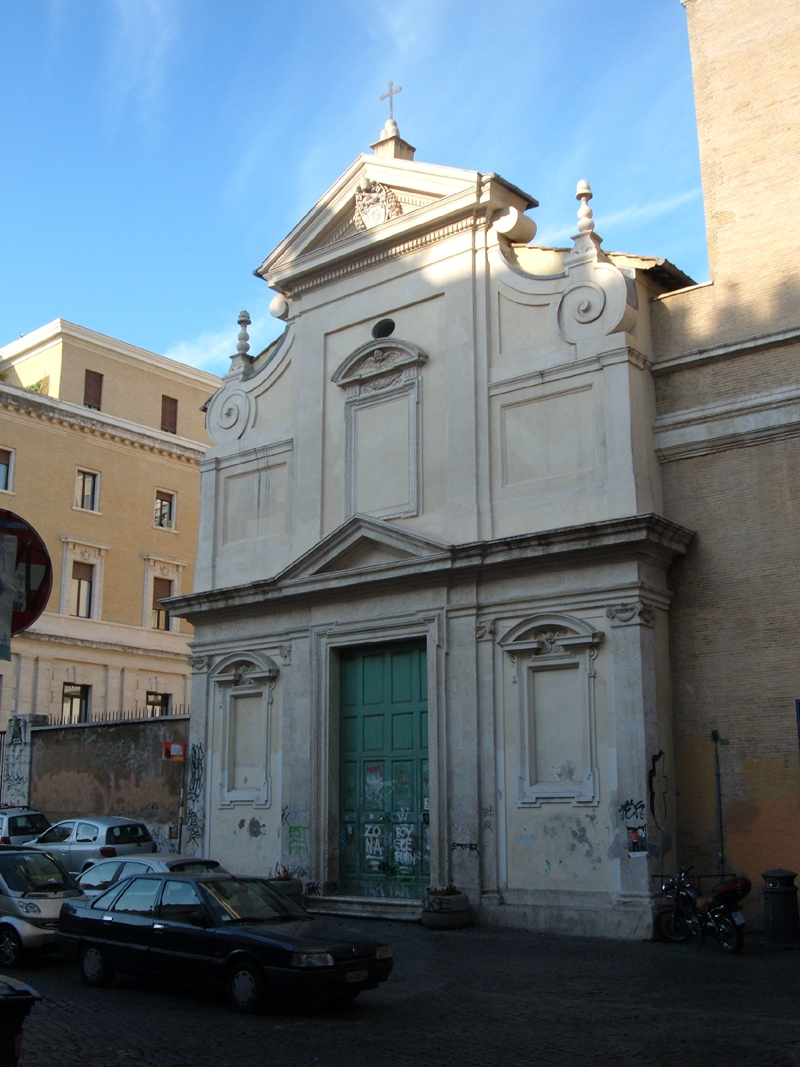
San Callisto.